# Luca Brancaleon
Luca Brancaleon (Rovigo, 18 dicembre 1982) è un karateka italiano.
Atleta della nazionale italiana di karate Fijlkam, appartiene al settore kata (forme) degli stili Gōjū-ryū e Shitō-ryū. La sua attuale società di appartenenza è il C.S. Esercito Roma.

## Risultati

### Tornei Internazionali
- 2007 Argento Open Germania
- 2006 Argento Open Paesi Bassi (Rotterdam)
- 2005 Bronzo Open Germania (Dresda)
- 2005 Bronzo Open Italia (Milano)

### Campionati Italiani
- 2010 Oro Urbino
- 2009 Oro Lanciano
- 2008 Oro   Andria
- 2007 Argento Monza
- 2006 Bronzo   Ostia
- 2005 Bronzo   Loano
- 2004 Bronzo   Eboli
- 2003 Bronzo   Treviso
- 2002 Bronzo   Lanciano
- 2001   Bronzo   Bari
- 2000   4º   Rimini

### Campionati Italiani Juniores
- 2002 - Oro - Lanciano
- 2001 - Oro - Bari
- 2000 - Oro - Rimini